# Еліу Томсон
Еліу Томсон (29 березня 1853 — 13 березня 1937) — британський та американський інженер, винахідник та підприємець, який зіграв важливу роль у створенні великих електричних компаній у США, Великій Британії та Франції.

## Молоді роки
Народився у Манчестері (Англія) 29 березня 1853 року, але його сім'я переїхала у Філадельфію у 1858 році. Томсон навчався у Центральній вищій школі Філадельфії, яку закінчив у 1870 році. Після закінчення школи Томсон викладав у цьому ж навчальному закладі, а у віці двадцяти трьох років отримав посаду завідувача кафедри хімії. У 1880 році він покинув Центральну вищу школу, для того щоб проводити дослідження в новій на той час галузі електротехніки.

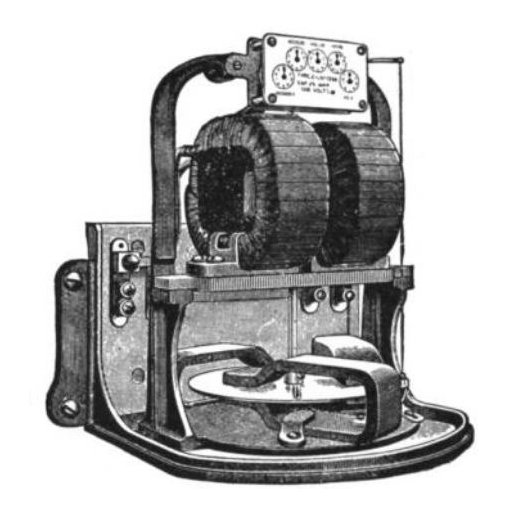
Ватметр Еліу Томсона

## Інновації в електротехніці
Разом із Едвіном Х'юстоном, колишнім вчителем, а пізніше і колегою по Центральній вищій школі Філадельфії, Томсон заснував Thomson-Houston Electric Company. Відомі винаходи Томсона, створені у цей період: апарат контактного зварювання, проекти дугової системи освітлення, місцевий силовий трансформатор, індукційний грозозахист. У 1892 році Thomson-Houston Electric Company об'єдналася із General Electric Company Едісона, щоб стати General Electric Company.
Історик Томас Г'юз пише, що Томсон «показав свої характерні риси у майстерні і лабораторії як винахідник, і у діловому світі як підприємець. Для вирішення він вибрав проблеми у галузі, що швидко розвивається — електричного освітлення та електронергетики». У подальшому ім'я Томсона було відзначено у британській компанії British Thomson-Houston (BTH) та французьких компаніях Thomson і Alstom.
Між 1880 і 1885 роками Томсон подавав в середньому двадцять одну патентну заявку на рік, у роки між 1885 і 1890 ця кількість подвоїлася. Після злиття та утворення General Electric Company, Томсон переніс свою лабораторію біля Бостона, в місце недалеко від штаб-квартири компанії GE, щоб забезпечити свій контроль над дослідженнями. Томсон відмовився від пропозиції стати директором GE, надаючи перевагу подальшим дослідженням на противагу менеджменту.

## Нагороди
Томсон був першим, хто отримав Медаль Едісона Американського інституту інженерів-електриків (AIEE) (на даний час Інститут інженерів з електротехніки та електроніки, IEEE) у 1909 році «за видатні досягнення в електричній науці, техніці та мистецтві, протягом останніх тридцяти років»; Томсон був також президентом цієї організації у 1889-90 роках. У 1901 став лауреатом премії Румфорда. У 1916 році нагороджений медаллю Г'юза. У 1925 році став лауреатом медалі Франкліна. У 1927 році став лауреатом медалі Фарадея. За свої винаходи (у нього їх було понад 700) і наукові досягнення він був також удостоєний нагород багатьох наукових товариств, інститутів і держав.

## Патенти Еліу Томсона
- U.S. Patent 261 790 Electric-Arc Lamp
- U.S. Patent 283 437 Electric Lamp
- U.S. Patent 297 200 Electric-Arc Lamp
- U.S. Patent 302 963 Regulator For Dynamo-Electric Machines
- U.S. Patent 335 159 System Of Electric Distribution
- U.S. Patent 350 956 Automatic Compensator For Magnets
- U.S. Patent 367 469 System Of Electric Distribution
- U.S. Patent 360 122 System Of Electric Distribution
- U.S. Patent 403 707 Process Of Electric Soldering
- U.S. Patent 451 345 Method Of Electric Welding
- U.S. Patent 461 144 Electric-Arc Lamp
- U.S. Patent 461 856 Mode Of Making Tools
- U.S. Patent 478 145 Electric-Arc Lamp
- U.S. Patent 488 585 Electric-Arc Lamp
- U.S. Patent 500 629 Electric Switch
- U.S. Patent 508 647 Electric-Lighting System
- U.S. Patent 501 114 Lightning-Arrester
- U.S. Patent 502 788 Regulator For Electric Generators
- U.S. Patent 518 291 Mode Of Cooling Electric Motors
- U.S. Patent 735 621 Electrostatic Motor
- U.S. Patent 1 078 225 Electrical Welding Of Sheet Metal